# William Stimpson
William Stimpson (Boston, 14 febbraio 1832 – Ilchester, 26 maggio 1872) è stato un biologo e zoologo statunitense.

## Le origini
Stimpson era figlio di Herbert Hathorne e di Mary Ann Devereau Brewer, che morì piuttosto giovane. La sua famiglia apparteneva a un ceppo di antichi coloni e rivoluzionari del Massachusetts, il primo antenato conosciuto fu James Stimpson, sposatosi nel 1661 a Milton.
Il padre era un geniale inventore e un eminente mercante di Boston durante il periodo centrale del XIX secolo. 
Fu lui che inventò lo Stimpson range, famoso in quel periodo in tutta la Nuova Inghilterra. Realizzò miglioramenti nei fucili, progettò la prima stufa da cucina in lamiera e propose il posizionamento delle flange all'interno dei binari ferroviari invece che all'esterno, come si usava allora.
Il padre di Stimpson si trasferì da Roxbury e si fece costruire una casa nella cittadina di Cambridge. Quando all'età di 14 anni lesse con diletto l'opera sulla geologia di Edwin Swett e subito dopo una copia del Report on the Invertebrata of Massachusetts di Augustus Addison Gould, ne rimase entusiasta.

## Biografia
William si diplomò alla "Cambridge High School" nel 1848 vincendo anche una medaglia d'oro, il premio più ambito per la scuola. Nel settembre dello stesso anno entrò nella "Cambridge Latin School" e della bontà dei conseguenti studi abbiamo la prova evidente nella bravura che egli dimostra nell'uso della lingua latina per la descrizione di animali marini nei suoi Prodromi del 1857-60.
Compì i suoi studi avendo come maestro il grande naturalista Louis Agassiz.
Egli focalizzò gli studi sulla biologia marina, in particolare sugl'invertebrati. Iniziando all'età di 21 anni, dal 1853 al 1856 egli raccolse vari esemplari nella zona del Nord-ovest degli Stati Uniti; si stabilì quindi a Washington, ove fondò il Megatherium Club presso la Smithsonian Institution. Alla Smithsonian venne nominato direttore del Dipartimento sugl'invertebrati. Quando Robert Kennicott lasciò il suo posto di direttore dell'Accademia delle Scienze di Chicago, Stimpson lo sostituì trasferendosi a Chicago. Qui egli realizzò una delle più grandi raccolte di Storia naturale degli Stati Uniti. L'Accademia andò distrutta nel grande incendio di Chicago del 1871 e gran parte delle opere e dei campioni raccolti da Stimpson andò perduta.
William Stimpson morì di tubercolosi a Ilchester, nel Maryland, l'anno successivo all'incendio di Chicago.

## Riconoscimenti
Varie sono le specie alle quali nella tassonomia viene omaggiato William Stimpson:
- Un raro gobide hawaiano, il Sicydium stimpsoni Gill, 1860
- anguille, Bathycongrus stimpsoni Fowler, 1934
- Stella marina, Solaster stimpsoni
- Gamberetto Heptacarpus stimpsoni
- Fossile – piccolo artropode acquatico Acanthotelson stimpsoni Meek & Worthen
- Vongola, Mercenaria stimpsoni
- Lumaca di mare "cono giallo" Conus stimpsoni Dall, 1902
- Gamberetto di roccia con ocello Sicyonia stimpsoni Bouvier, 1905
- Mollusco Coryphella stimpsoni (A. E. Verrill, 1879)
- Gastropode Pteropurpura stimpsoni (A. Adams, 1863)
- Gastropode Turritellopsis stimpsoni (Dall, 1919)

## Opere
in lingua inglese:
- Stimpson W. (1851). Shells of New England. A revision of the synonymy of the testaceous mollusks of New England. Phillips, Samson & Co., Boston. vi + 58 pp., 2 plates.
- Stimpson W. (1864). On the structural characters of so-called melanians of North America. The American Journal of Science and Arts (2)38: 41-53.
- Stimpson W. (1865). On certain genera and families of zoophagous gastropods. American Journal of Conchology 1(1): 55-64, plates 8-9.
- Stimpson W. (1865). Diagnoses of newly discovered genera of gasteropods, belonging to the sub-fam. Hydrobiinae, of the family Rissoidae. American Journal of Conchology 1: 52-54.
- Stimpson W. (1865). Researches upon the Hydrobiinae and allied forms chiefly made upon materials in the museum of the Smithsonian Institution . Smithsonian Miscellaneous Collections 7(201): 1-59.

| Stimpson è l'abbreviazione standard utilizzata per le specie animali descritte da William Stimpson. Categoria:Taxa classificati da William Stimpson |